# Lotti Krekel

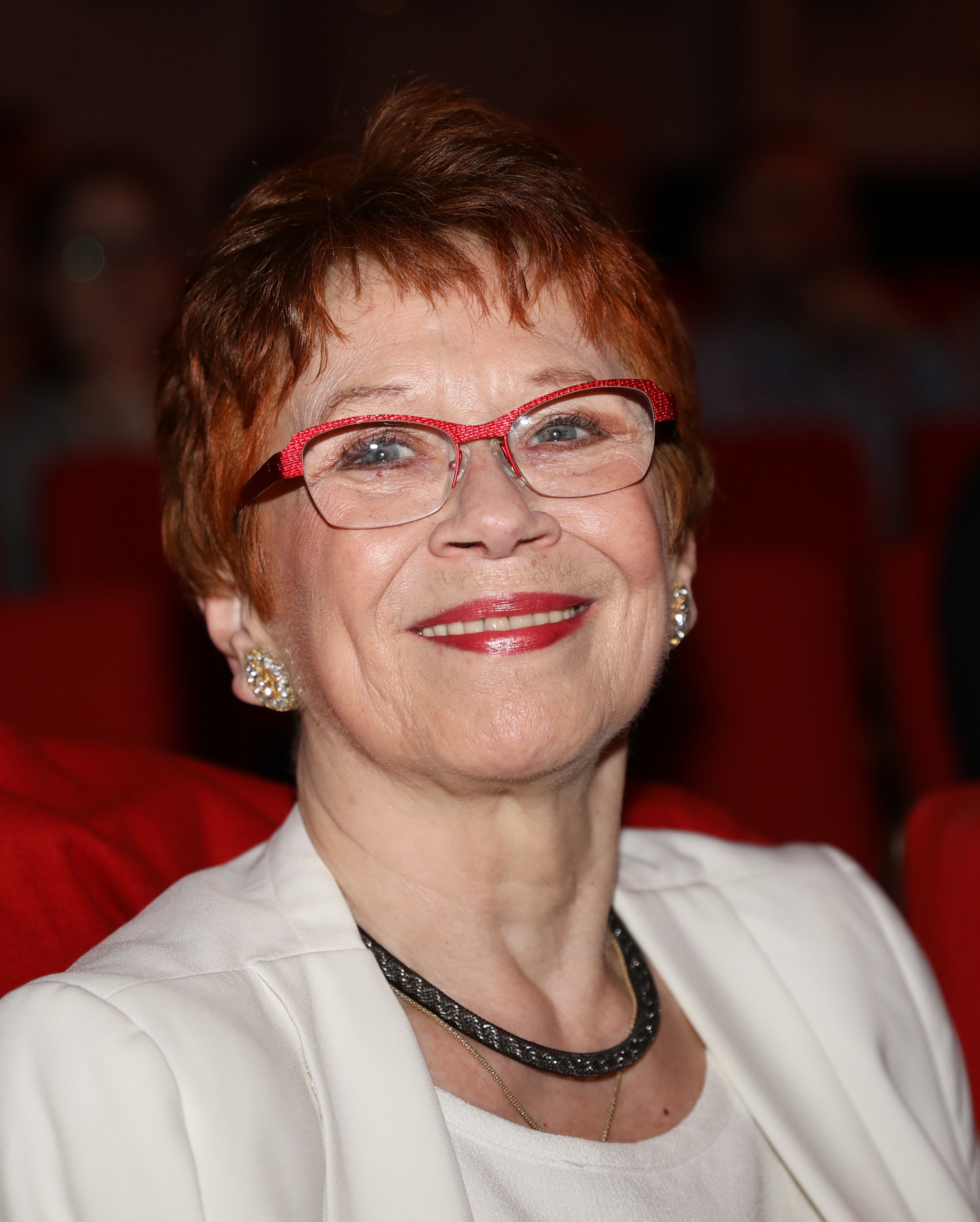
Lotti Krekel (2018)

Hedwig Charlotte „Lotti“ Krekel (* 23. August 1941 in Roetgen; † 11. April 2023 in Köln) war eine deutsche Schauspielerin und Sängerin, die auf Standarddeutsch und Kölsch spielte und sang.

## Karriere
Krekel war bereits als Sechsjährige für den Kinderfunk als Hörspielsprecherin (vor allem in Mundartstücken) tätig und debütierte nach Tanz- und Schauspielunterricht im August 1958 am Kölner Millowitsch-Theater in dem Schwank Die spanische Fliege. Darin spielte sie eine Hauptrolle neben Willy und Lucy Millowitsch. Durch die zahlreichen Fernsehübertragungen aus dem Millowitsch-Theater wurde sie bundesweit bekannt.
Krekel spielte 1960 in den Filmen Der wahre Jakob und Willy, der Privatdetektiv ebenfalls an der Seite von Willy Millowitsch. Danach war sie vor allem in Fernsehfilmen zu sehen, unter anderem in Der fröhliche Weinberg nach Carl Zuckmayer mit Erwin Linder (1961), Tante Jutta aus Kalkutta wieder mit Willy Millowitsch, Elsa Scholten und Peter René Körner (1962), Schönes Wochenende mit Walter Jokisch (1962), Tim Frazer, einem der so genannten Straßenfeger von Francis Durbridge mit Max Eckard (1963), und Das rote Tuch (1966).
1991 war sie die Sprecherin des Flusspferd-Mädchens Elinor in dem sechsteiligen Marionettenspiel Drei Dschungeldetektive der Augsburger Puppenkiste. Später spielte sie in mehreren TV-Serien, darunter SK Kölsch, Sylter Geschichten, Zum Stanglwirt und Tatort (1999) mit. Von 1998 bis 2014 stand sie in den WDR-Serien Die Anrheiner und Ein Fall für die Anrheiner in der Rolle der Trudi Fritsch regelmäßig vor der Kamera.
Krekel war auch immer wieder als Sprecherin in verschiedenen Hörspielproduktionen tätig, vorwiegend in Mundartstücken, aber auch in einem der Paul-Temple-Hörspiele, Paul Temple und der Fall Margo (Regie: Eduard Hermann) von 1962, neben René Deltgen, Annemarie Cordes und Kurt Lieck.
Im Dezember 1969 begann sie als Sängerin von karnevalistischen Liedern und debütierte mit Ne Besuch em Zoo (Duett mit Horst Muys), der ersten erfolgreichen Komposition des Karnevalsliedkomponisten Hans Knipp. Ihr bekanntestes Lied, das zum karnevalistischen Evergreen wurde, ist das nachdenkliche Mir schenke dä Ahl e paar Blömcher über eine alte Nachbarin, die selbst arm ist, aber ein großes Herz für Kinder hat. Gelegentlich sang Krekel auch im Duett mit Willy Millowitsch. 1998 spielte sie in der Episode Der Hausball der Serie Familie Heinz Becker die als Lotti Krekel verkleidete Hilde Becker. 2009 moderierte sie mit Nick Benjamin im SWR-Fernsehen die Sendung Unsere größten Fastnachtshits. In den 1970er Jahren hatte sie bereits alljährlich während der Session die wöchentliche Karnevalistische Hitparade des Westdeutschen Rundfunks (Hörfunk) moderiert.

## Privatleben
Krekel wurde 1941 in Roetgen in der Nähe von Aachen geboren. Nach der Mittleren Reife im Jahr 1958 absolvierte sie bis 1960 die Höhere Handelsschule in Köln. Sie war die Halbschwester der im Mai 2013 verstorbenen Schauspielerin Hildegard Krekel, mit der sie in der WDR-Fernsehserie Die Anrheiner vor der Kamera stand.
Lotti Krekel lebte mit dem Schauspieler Ernst H. Hilbich, den sie 2003 nach 27 gemeinsamen Jahren geheiratet hatte, in Köln-Marienburg. Sie starb im April 2023 im Alter von 81 Jahren und wurde im Familiengrab auf dem Kölner Melaten-Friedhof beigesetzt.

## Diskografie
- 1968: Ein liebes Wort zur rechten Zeit
- 1969: Ne Besuch em Zoo (mit Horst Muys)
- 1969: In der Kaygass Nummer Null (mit Horst Muys)
- 1970: Mir schenke der Ahl e paar Blömcher
- 1971: Warum muss Aschermittwoch immer alles vorbei sein
- 1971: Och wat wor dat fröher schön doch en Colonia (mit Horst Muys)
- 1972: De kölsche Schusterjunge (mit Willy Millowitsch)
- 1972: Uns Tante Klara
- 1972: Ävver Kaffee koche künne kann se joot
- 1974: Minge Quetschebüggel klemmt
- 1974: Die Landpomeranze[6]

## Filmografie
- 1960: Der wahre Jakob
- 1960: Willy, der Privatdetektiv
- 1961: Der Hochtourist
- 1961: Robert und Bertram
- 1962: Schönes Wochenende
- 1963: Was soll werden, Harry?
- 1963: Eine dumme Sache – Party um Mitternacht
- 1963: Tim Frazer (Fernsehserie, zwei Folgen)
- 1964: Der Pedell
- 1965: Drei kölsche Jungen
- 1966: Donaugeschichten (Fernsehserie)
- 1966: Der doppelte Moritz
- 1967: Der ungläubige Thomas
- 1967: Der kühne Schwimmer
- 1967: Der dritte Handschuh
- 1968: Der Meisterboxer
- 1969: Der Etappenhase
- 1974: Lohngelder für Pittsville
- 1974: Ein fröhliches Dasein
- 1976: Um zwei Erfahrungen reicher
- 1977: Spuk in Felixburg (Fernsehfilm)
- 1983: Der Paragraphenwirt (Fernsehserie)
- 1986: Geld oder Leber!
- 1986: Geschichten aus der Heimat (Fernsehserie, Episode: Klingeln bei Krötzkes)
- 1988: Geschichten aus der Heimat (Fernsehserie, Episode: Glück im Ünglück)
- 1989: Affäre Nachtfrost
- 1992: Geschichten aus der Heimat (Fernsehserie, Episode: Augenblick der Wahrheit)
- 1993: Sommerliebe
- 1994: Die Weltings vom Hauptbahnhof – Scheidung auf Kölsch
- 1995: Zum Stanglwirt (Fernsehserie, Folge 36 und 37)
- 1996: Mit einem Bein im Grab (Fernsehserie)
- 1997: Schräge Vögel
- 1998–2011: Die Anrheiner (Fernsehserie, Folge 214–611)
- 1998: Familie Heinz Becker (Fernsehserie, Folge 29: Der Hausball)
- 1999: Tatort – Restrisiko (Fernsehreihe)
- 2002: Das Amt (Fernsehserie, Folge 70 – Blind Date)
- 2007: Der Bulle von Tölz: Feuer und Flamme
- 2011–2014: Ein Fall für die Anrheiner (Fernsehserie, Folge 1–111)

## Hörspiele
- 1954: Tageszeiten der Liebe – Regie: Wilhelm Semmelroth
- 1956: Die Furcht hat große Augen – Regie: Ludwig Cremer
- 1956: Kölsch Galgespill – Regie: Fritz Peter Vary
- 1957: Es geschah in … Südamerika; Folge: Das Dorf Monterna – Regie: Raoul Wolfgang Schnell
- 1958: Geschichten vom Kater Musch; 7. Folge: Der Schulschwänzer – Regie: Fritz Peter Vary
- 1959: Der fussige Schnäuzer – Regie: Fritz Peter Vary
- 1959: Et Spillche vun der Frau Richmod – Regie: Fritz Peter Vary
- 1959: De gäl Färv – Regie: Fritz Peter Vary
- 1960: Andere Lück sin och Minsche – Regie: Fritz Peter Vary
- 1961: Duvejecke vum Kreegmaat – Regie: Heinz Dieter Köhler
- 1961: Stern über der Grenze – Regie: Otto Kurth
- 1962: Paul Temple und der Fall Margo (7. Teil) – Regie: Eduard Hermann
- 1962: Der unerwünschte Gast (1. und 3. Teil) – Regie: Erik Ode
  - Veröffentlichung: CD-Edition: Pidax Film Media Ltd. (Alive) 2014
- 1962: Wat dä Schmitzens all passeet – Regie: Fritz Peter Vary
- 1963: Das schöne Fräulein Aiko – Regie: Werner Hausmann
- 1963: Inspektor Hornleigh auf der Spur; 2. Staffel: 5. Folge: Der Mann mit dem Tirolerhut – Regie: Hermann Pfeiffer
- 1963: Et Rattegift – Regie: Heinz Dieter Köhler
- 1966: Der fremde Gast – Regie: Raoul Wolfgang Schnell
- 1980: Muuzemändelche – Regie: Leopold Reinecke
- 1982: Die weiße Weste – Regie: Leopold Reinecke
- 1983: Zwanzig Mille Grazie – Regie: Heribert Malchers
- 1984: Minus Minus jitt Plus oder Dat Dinge med däm Koppfschoss – Regie: Heribert Malchers
- 1987: Mein Freund, das Ungeheuer – Bearbeitung und Regie: Ullrich Tesche
- 1988: Ne jans andere Minsch – Regie: Heribert Malchers
- 1988: Äwwer King – wööt nur d’r im – Regie: Manfred Brückner
- 1992: Der Fall Margret Hess – Regie: Hartmut Kirste
- 1992: Manes un nies oder D’r Balkongpoet – Regie: Alex Neumann
- 1999: Die Geschichte von der Schüssel und vom Löffel – Regie: Uwe Schareck; Thomas Leutzbach
- 1999: Pflaume mit Salz – Ein Junge aus Afghanistan allein in Deutschland – oder – Dokument eines Kinderschicksals – Regie: Claudia Johanna Leist
  - Auszeichnung: Deutscher Kinderhörspielpreis 2000
- 2004: Weiße Schwäne – schwarze Schwäne (4 Teile) – Regie: Claudia Johanna Leist
- 2008: Heul doch! – Regie: Katrin Moll